# 大肃草
大肃草（学名：Roegneria stricta f. major）为禾本科鹅观草属肃草下的一个变型。

## 扩展阅读
- 維基物種上的相關：大肃草